# Takuya Matsuura
Takuya Matsuura (松浦 拓弥?, Matsuura Takuya; Hamamatsu, 21 dicembre 1988) è un calciatore giapponese, centrocampista dello Shinagawa CC Yokohama.

## Palmarès

### Club

#### Competizioni nazionali
- Coppa J. League: 1

Júbilo Iwata: 2010